# Cao Hong
En aquest nom xinès, el cognom és Cao.
Cao Hong (mort el 232 EC) va ser un general militar de Cao Wei durant l'era dels Tres Regnes de la història xinesa. Ell va començar la seva carrera durant el període la tardana Dinastia Han Oriental sota el comandament del senyor de la guerra Cao Cao, que era també el seu cosí.

## Biografia

### Inicis
L'oncle de Cao Hong, Cao Ding, ocupava una alta posició en la cort imperial de la tardana Dinastia Han Oriental, i a causa d'aquesta connexió, a Cao Hong se li va atorgar el comandament del Comtat de Qichun (蘄春県) a una jove edat. En el 190 EC, Chen Wen (陳温), el governador de la Província de Yang (揚州) va prometre lleialtat a Cao Cao, que acabava de muntar un exèrcit propi per ingressar a la coalició contra Dong Zhuo. Cao Hong era un amic proper de Chen Wen, i els dos junts es van unir a Cao Cao. Ell va esdevenir general militar de l'exèrcit de Cao Cao, juntament amb Cao Ren, el seu cosí.
Després que Dong va traslladar la capital a Chang'an, Cao Cao es va preparar per atacar Chenggao sense gaire ajuda, perquè la majoria dels altres generals de la coalició després dels seus èxits inicials es van trobar res més que una Luoyang incendiada, i eren dubtosos d'enfrontar-se molt més a Dong. Les forces de Cao Cao van ser interceptades a Xingyang, i van ser derrotades en gran manera. Xu Rong, un general de l'exèrcit de Dong Zhuo, havia ferit a Cao Cao i matat al seu cavall. Per aleshores Cao Hong demanà a Cao Cao que agafara el seu cavall, però aquest volia renunciar a la seva ambició i va refusar l'oferiment, Cao Hong llavors va reprendre fortament al seu cosí i va dir: "El món pot fer-s'ho sense mi, però no sense tu!" Per tant, Cao Cao va pujar al cavall de Cao Hong, i aquest últim va protegir a Cao Cao a peu, tornant els dos a la base de forma estàlvia.

### Carrera militar
Ell més tard va servir com l'avantguarda quan Cao Cao va tornar de la seva campanya contra la Província de Xu a causa de la seva lluita contra Lü Bu, que s'havia apoderat de la major part de la província de Yan durant les seva absència. Malgrat el fracàs inicial, Cao i Lü va entrar en un punt mort quan ambdues parts van patir una mancança de provisions d'aliments. Cao Hong llavors va recollir el gra de diferents comandàncies per així poder abastir a les tropes. Quan Cao Cao finalment va expulsar de forma reeixida Lü de la província, Cao Hong va ser encarregat de pacificar el comtats lleials a Lü.
Després que Yan va ser recuperat, a Cao Hong se li va ordenar d'acomboiar a l'Emperador Xian; això no obstant, ell va ser derrotat per Dong Cheng i un esclau de Yuan Shu. Quan Zhang Xiu va ser rebut per la gent de Nanyang i Zhangling, Cao Hong va dirigir un comando per separat per atacar-lo, però la seva força va patir un colp molt dur i es va veure obligada a retirar-se a Yip, on va ser derrotat i assaltat en diverses ocasions. I així va ser que va demanar reforços de Cao Cao, el qual li va prestar assistència en la derrota dels aliats de Zhang, subordinats de Liu Biao al voltant de la zona.
En la batalla de Guandu, Cao Hong va ser responsable d'actuar com el segon en el comandament. El seu major èxit durant la batalla (en el 202) va ser defensar el campament principal de Cao Cao de l'atac de Zhang He i Gao Lan mentre Cao Cao estava personalment dirigint una tropa de cavalleria 5.000 homes per cremar els subministraments de l'exèrcit de Yuan Shao a Wuchao.
Del 208 al 218, Cao Hong va seguir Cao Cao en diverses campanyes nefastes contra el cabdill oriental, Sun Quan, i ell va tornar a ser assignat per unir-se a la batalla per Hanzhong contra el senyor de la guerra occidental, Liu Bei, en el 219, on Cao va ser capaç de reclutar a les forces del di que vivien a Yinping (陰平). Assistit pel seu tàctic, Cao Xiu, va aturar i derrotar la invasió dels generals de Liu Bei, Zhang Fei i Ma Chao, i va ordenar al líder Di, Jiang Duan (強端), de fer front als generals subordinats de Zhang i Ma, cosa que conduir a la mort de Wu Lan i Lei Tong. Per aquest assoliment, se li va atorgar a Hong el títol de Comandant General (都護将軍). Això no obstant, ell n'estava massa content amb el seu èxit, del qual Cao Xiu qhauria d'haver tingut la major part del reconeixement, i va fer celebracions a gran escala en el seu campament mentre que el seu camarada Xiahou Yuan era desesperat resistint l'atac de les forces de Liu Bei a la regió de Nanzheng. Una vegada, Cao Hong va ordenar a algunes prostitutes de ballar al ritme dels tambors durant un banquet, al qual havia convidat a assistir als seus oficials. Durant la trobada, el seu estrateg, Yang Fu, se va acostar a ell enutjat i obertament li va reprendre pel seu comportament. I llavors Cao Hong, a contracor, va suspendre el seu espectacle favorit i va demanar disculpes a Yang.

### Fricció amb els altres
Cao Hong tenia una tendència a prendre avantatge dels seus èxits anteriors per tal d'afavorir i promoure la seva pròpia posició. A més de presumir del que havia fet, també se sap que es burlava maliciosament de Cao Zhen, altre cosí de Cao Cao, per ser massa gras. Per aquest comportament, en va ser amonestat per Yang Fu diverses vegades. Encara que el comportament Cao Hong molestava a molts en el Regne de Wei, Cao Cao el va comparar amb Gaozu de Han, assenyalant que en l'amor de les dones i les riqueses, ells eren els mateixos.
Quan Cao Cao morí i va ser succeït pel seu fill, Cao Pi, la posició Cao Hong va començar a perillar. Anys abans, la seva relació se'n va enasprir quan Cao Pi li va demanar un préstec i ell es va negar rotundament. Quan Cao Cao ja no era en vida per salvar-lo, Cao Pi prengué l'oportunitat per tenir arrestat a Cao Hong per un crim que havia comès per un dels convidats de sa casa. Només amb la intercessió de l'Emperadriu Vídua Bian la seva vida va ser perdonada, però totes les terres, possessions, i els títols de Cao Hong van ser desposseïts. Això no obstant, en el 226, quan Cao Pi morí a l'edat dels 41 anys i Cao Rui el va succeir com a Emperador de Wei, Cao Hong va rebre els títols de noble i general de nou i va ser tractat bé per la resta dels seus dies.
Se li va concedir pòstumament el títol de Marquès Gong (恭侯), literalment significant el marquès humil.

## En la ficció
En el Romanç dels Tres Regnes, un relat excessivament romàntic del període dels Tres Regnes, el paper de Cao Hong en la Batalla del Pas Tong contra Ma Chao és prominent. Cao Hong va ser encarregat durant deu dies de la guàrdia i la defensa a tot preu del Pas de Tong, amb ordres estrictes de Cao Cao no eixir de les seves fortificacions. Després d'haver sigut provocat per les tropes de Ma Chao durant nou dies, i enfellonit ja, va cedir a la seva ira i va liderar les seves tropes fora del pas per entaular batalla durant nou dies. Va ser derrotat sonorament, i endemés el pas va ser pres per Ma Chao.
Cao Cao es va enutjar molt per açò i va ordenar l'execució de Hong Cao, però els assessors de Cao Cao el van aturar de fer-ho. Això no obstant, molt poc temps després el mateix Cao Cao va ser derrotat per Ma Chao, i estava en perill de perdre la vida quan Cao Hong venir al seu rescat i va lluitar 100 passos amb Ma Chao fins a perdre la força i retirar-se. La seva vida es va salvar, i així Cao Cao li va perdonar la derrota anterior a Cao Hong. No hi ha cap registre d'aquest incident als Registres dels Tres Regnes, el text de la història oficial de l'època escrita pel general de Shu, Chen Shou.

## Anotacions
1. ↑  天下可無洪，不可無君 Vegeu SGZ vol. 9.
2. ↑  "時大饑荒，洪將兵在前，先據東平、范，聚谷以繼軍" Vegeu SGZ vol. 9.
3. ↑  "乃遣曹洪將兵西迎，衛將軍董承與袁術將萇奴拒險，洪不得進" Vegeu SGZ vol. 1.
4. ↑  "南陽、章陵諸縣復叛為綉，公遣曹洪擊之，不利，還屯葉，數為綉、表所侵" Vegeu SGZ vol. 1.
5. ↑  "洪置酒大會，令女倡著羅縠之衣，蹋鼓，一坐皆笑。" Vegeu vol. 9.
6. ↑  "敬事尊上曰恭。尊賢貴義曰恭。尊賢敬讓曰恭。既過能改曰恭。執事堅固曰恭。愛民長弟曰恭。執禮御賓曰恭。芘親之闕曰恭。尊賢讓善曰恭。" Cao Hong va ser anomenat a títol pòstum com "Gong" perquè va ser capaç de corregir el seu error (*ser capaç de canviar la seva actitud esnob.) Vegeu Llibre perdut de Zhou. Regles en l'assignació d'un nom pòstum.